# K.Bommenahalli, Channarayapatna
K.Bommenahalli là một làng thuộc tehsil Channarayapatna, huyện Hassan, bang Karnataka, Ấn Độ.